# Ateloptila confusa
Ateloptila confusa là một loài bướm đêm trong họ Geometridae.